# 王結 (元朝)
王结（1275年—1336年），字儀伯，祖籍易州定兴县（今河北省定兴县），元朝大臣、诗文家。元顺帝时為中書省左丞相。

## 生平
王结幼时聪颖，读书数行俱下，终身不忘。早年从太史董朴学经学，习经典，见诸文章，皆知所本。二十余岁游京师，上书〈上中書宰相八事書〉陈时政八事：行仁政、育英才、择守令、革冗官、劝农桑等。元武宗时，入太子东宫任典牧太监，侍元仁宗于潜邸。仁宗即位，担任集贤殿直学士。出任顺德路总管，劝农兴学。转任东昌路总管。元英宗至治二年（1322年），参议中书省事。转任吏部尚书，推荐宋本、韩镛等人。泰定元年（1324年），担任集贤殿侍读学士，知经筵事。泰定三年（1326年），出为辽阳行省参知政事，遇到辽东水灾，赈济灾民。元文宗天历元年（1328年），担任陕西行省参知政事。天历二年（1329年），升任中书省参知政事，后来因事罢职。元顺帝元统元年（1333年），召为翰林学士、知制诰同修国史，和张起岩、欧阳玄修纂《泰定帝實錄》及《文宗實錄》，不久後升任中书左丞。至元二年（1336年）正月因病死於于中山私第，享年六十二歲，去世后追封為太原郡公，谥号文忠。

王結一生經元成宗、元武宗、元仁宗、元英宗、元泰定帝、元明宗及元文宗共七朝，面臨政治上「成武授受」、「武仁之爭」、「南坡之變」、「兩都大戰」、「旺忽察都之變」等殘酷鬥爭。其面對政爭之具體意見今不得而知，然從其在不同時期以疾病、親老、丁內艱等因素辭官的行為，得以揣測內心觀點。

## 家庭成員
祖父王逖勤以质子军从成吉思汗西征，在西域娶阿鲁浑氏女，寓居于西域，又自西域徙戍秦陇，后徙居中山府（治今河北定州）。父親王德信，治县有聲，故任陝西行台監察御史，但四十餘歲即器官不復仕。母親張氏，被封為太原郡夫人。妻子蒙括氏，同封太原郡夫人。育有兩子，長子王敏修，擔任仕郎、社稷署丞；次子王敏存，並未入仕。

## 著作

### 善俗要義
自世祖忽必烈以來，諸帝每每頒布詔書聖旨，皆強調為官者務必遵守「勸課農桑，兴舉學校，宣明教化身，肅清風俗」等職責，王結依旨意行事，擬定三十三條可供下級單位與人民行事的條例，並名為《善俗要義》。《善俗要義》從字面上來看，有改善、提升風俗之意。全文共三十三條例，可略分為「農事」及「教化」兩類。農事涵蓋耕作、養殖、生產及與農耕關係緊密的水利設施、儲存糧食等，而教化概括如何實踐綱常倫理、發揚善良風俗。

### 《文忠集》六卷
元史卷178中提及王結時有詩文十五卷留存於世，但現今留存僅可從《四庫輯本別集拾遺 》中見《文忠集》六卷。另開頭提及當時現存《永樂大典》摘錄王文忠公集四十一條、王結文忠公集六條、王結詩三條及王結雜著一條，共五十一條，且館臣漏輯十四條。